# Finale della Coppa UEFA 1981-1982
La finale della 11ª edizione della Coppa UEFA fu disputata in gara d'andata e ritorno tra IFK Göteborg e Amburgo. Il 5 maggio 1982 allo stadio Ullevi di Göteborg la partita, arbitrata dall'irlandese John Carpenter, finì 1-0.
La gara di ritorno si disputò dopo due settimane al Volksparkstadion di Amburgo e fu arbitrata dall'inglese George Courtney. Il match terminò 0-3 e ad aggiudicarsi il trofeo fu la squadra svedese.

## Le squadre
| Squadre      | Partecipazioni precedenti (il grassetto indica la vittoria) |
| ------------ | ----------------------------------------------------------- |
| IFK Göteborg | Nessuna                                                     |
| Amburgo      | Nessuna                                                     |

## Il cammino verso la finale
L'IFK Göteborg di Sven-Göran Eriksson esordì contro i finlandesi dell'Haka vincendo agilmente con un risultato aggregato di 7-3. Nel secondo turno gli svedesi affrontarono gli austriaci dello Sturm Graz, battendoli con un risultato complessivo di 5-4. Agli ottavi di finale i rumeni della Dinamo Bucarest furono sconfitti sia all'andata che al ritorno rispettivamente 3-1 e 1-0. Ai quarti i Blåvitt affrontarono, dopo la lunga pausa invernale, gli spagnoli del Valencia, superandoli grazie al 2-0 casalingo e al 2-2 in trasferta. In semifinale i tedeschi occidentali del Kaiserslautern, che avevano eliminato il temibile Real Madrid con un sonoro 5-0, furono battuti solo ai tempi supplementari col gol su rigore di Stig Fredriksson dopo che entrambe le gare si erano concluse sull'1-1.
L'Amburgo di Ernst Happel iniziò il cammino europeo contro gli olandesi dell'Utrecht vincendo con un risultato complessivo di 6-4. Nel secondo turno i tedeschi affrontarono i francesi del Bordeaux, battendoli col risultato totale di 3-2. Agli ottavi gli scozzesi dell'Aberdeen furono sconfitti in Germania Ovest 3-1 dopo la sconfitta per 3-2 rimediata in Scozia. Ai quarti di finale i Rothosen affrontarono gli svizzeri del Neuchâtel Xamax e passarono il turno grazie alla vittoria casalinga per 3-2 e alla trasferta terminata a reti inviolate. In semifinale i sorprendenti jugoslavi del Radnički Niš vinsero all'andata 2-1, ma furono sopraffatti ad Amburgo dalla doppietta di Thomas von Heesen nel 5-1 finale.

## Le partite
A Göteborg va in scena la finale tra i padroni di casa, giunti per la prima volta in finale di una competizione europea e per di più da imbattuti, e l'Amburgo finalista di Coppa Campioni due anni prima. Il Göteborg è una squadra di semi-professionisti e l'Amburgo è chiaramente favorito, ma nonostante gli svedesi perdano per infortunio il capocannoniere del torneo Torbjörn Nilsson riescono comunque a portare a casa la vittoria con un gol nei minuti finali del meccanico Tord Holmgren, sotto una pioggia scrosciante.
Ad Amburgo gli anseatici, campioni in Bundesliga, devono ribaltare l'1-0 subito all'andata, ma commettono l'errore di sottovalutare la squadra di Eriksson e si fanno infilare in contropiede da Dan Corneliusson al 25'. Il gol è una doccia gelata per i tedeschi, che nel secondo tempo subiscono un altro gol sempre in contrattacco da Nilsson. Il calcio di rigore di Fredriksson quattro minuti più tardi chiude definitivamente la partita e la Coppa UEFA per la prima volta va a una squadra scandinava. Il Göteborg riesce inoltre nell'impresa del treble, vincendo anche la coppa nazionale e l'Allsvenskan.
Infine, l'Amburgo diventa il primo club ad aver perso almeno una finale in ciascuna delle competizioni confederali stagionali (in precedenza fu sconfitta nelle finali di Coppa delle Coppe 1967-1968 contro il Milan e di Coppa dei Campioni 1979-1980 contro il Nottingham Forest), un primato eguagliato in seguito dalla Fiorentina, l'Arsenal, il Liverpool e l'Ajax.

## Tabellini

### Andata
| Arbitro: | John Carpenter |

|              |           |  |
| Holmgren 88’ | Marcatori |  |

| Göteborg | Amburgo |

| IFK Göteborg        |    |                   |  |     |
|                     |    |                   |  |     |
| P                   | 1  | Thomas Wernersson |  |     |
| D                   | 2  | Ruben Svensson    |  |     |
| D                   | 3  | Glenn Hysén       |  |     |
| D                   | 4  | Conny Karlsson    |  |     |
| D                   | 5  | Stig Fredriksson  |  |     |
| C                   | 6  | Tord Holmgren     |  |     |
| C                   | 7  | Jerry Carlsson    |  |     |
| C                   | 8  | Glenn Strömberg   |  |     |
| A                   | 9  | Dan Corneliusson  |  |     |
| A                   | 10 | Torbjörn Nilsson  |  | 19’ |
| A                   | 11 | Tommy Holmgren    |  | 46’ |
| Sostituzioni:       |    |                   |  |     |
| C                   | 16 | Håkan Sandberg    |  | 19’ |
| C                   | 13 | Glenn Schiller    |  | 46’ |
| Allenatore:         |    |                   |  |     |
| Sven-Göran Eriksson |    |                   |  |     |

| Amburgo       |    |                   |    |     |
|               |    |                   |    |     |
|               |    |                   |    |     |
| P             | 1  | Uli Stein         |    |     |
| D             | 2  | Manfred Kaltz     |    |     |
| D             | 3  | Ditmar Jakobs     | 9’ |     |
| D             | 4  | Holger Hieronymus |    |     |
| D             | 5  | Jürgen Groh       |    |     |
| C             | 6  | Jimmy Hartwig     |    |     |
| C             | 7  | Bernd Wehmeyer    |    |     |
| C             | 8  | Felix Magath      |    |     |
| A             | 9  | Thomas von Heesen |    | 82’ |
| A             | 10 | Lars Bastrup      |    |     |
| A             | 11 | Horst Hrubesch    |    |     |
| Sostituzioni: |    |                   |    |     |
| C             | 12 | Caspar Memering   |    | 82’ |
|               |    |                   |    |     |
| Allenatore:   |    |                   |    |     |
| Ernst Happel  |    |                   |    |     |

### Ritorno
| Arbitro: | George Courtney |

|  |           |                                                     |
|  | Marcatori | 25’ Corneliusson 61’ Nilsson 65’ (rig.) Fredriksson |

| Amburgo | Göteborg |

| Amburgo       |    |                   |  |     |
|               |    |                   |  |     |
| P             | 1  | Uli Stein         |  |     |
| D             | 2  | Manfred Kaltz     |  | 75’ |
| D             | 3  | Holger Hieronymus |  |     |
| D             | 4  | Jürgen Groh       |  |     |
| D             | 5  | Bernd Wehmeyer    |  |     |
| C             | 6  | Jimmy Hartwig     |  |     |
| C             | 7  | Caspar Memering   |  |     |
| C             | 8  | Felix Magath      |  |     |
| C             | 9  | Thomas von Heesen |  |     |
| A             | 10 | Horst Hrubesch    |  |     |
| A             | 11 | Lars Bastrup      |  |     |
| Sostituzioni: |    |                   |  |     |
| D             | 14 | Peter Hidien      |  | 75’ |
|               |    |                   |  |     |
| Allenatore:   |    |                   |  |     |
| Ernst Happel  |    |                   |  |     |

| IFK Göteborg        |    |                   |  |     |
|                     |    |                   |  |     |
|                     |    |                   |  |     |
| P                   | 1  | Thomas Wernersson |  |     |
| D                   | 2  | Ruben Svensson    |  |     |
| D                   | 3  | Glenn Hysén       |  | 19’ |
| D                   | 4  | Conny Karlsson    |  |     |
| D                   | 5  | Stig Fredriksson  |  |     |
| C                   | 6  | Tord Holmgren     |  |     |
| C                   | 7  | Jerry Carlsson    |  |     |
| C                   | 8  | Glenn Strömberg   |  |     |
| A                   | 9  | Dan Corneliusson  |  | 67’ |
| A                   | 10 | Torbjörn Nilsson  |  |     |
| A                   | 11 | Tommy Holmgren    |  |     |
| Sostituzioni:       |    |                   |  |     |
| C                   | 13 | Glenn Schiller    |  | 19’ |
| C                   | 16 | Håkan Sandberg    |  | 67’ |
| Allenatore:         |    |                   |  |     |
| Sven-Göran Eriksson |    |                   |  |     |